# Buići (Župa dubrovačka)
Buići falu Horvátországban, Dubrovnik-Neretva megyében. Közigazgatásilag Župa dubrovačka községhez tartozik.

## Fekvése
A Dubrovnik városától légvonalban 8, közúton 12 km-re keletre, községközpontjától légvonalban és közúton 2 km-re északra, a Gornji Brgatról Srebrenóra menő út mentén, Makoše és Petrača között, a hercegovinai határ mellett fekszik. 

## Története
A szomszédos Petrača határában a két falu között a középkori Szent György maradványai között előkerült ókori kőtöredékek bizonyítják, hogy ezen a területen már az ókorban éltek emberek. A leletek kora az ókortól a 10. századon át egészen a 12. századig terjed, mely azt igazolja, hogy itt később is folyamatos élet volt. A falu pontos keletkezése nem ismert, de a 14. században már bizonyosan lakott volt. Ekkor épült középkori temploma, melynek helyén a mai templom áll. A századok során a térséget többször támadták a hívatlan hadak kifosztva a környező falvakat, azért szükséges volt a határ mentén kellő számú határőrséget fenntartani. Ez biztosította a település állandó lakosságát. A lakosság 1806-ban is sokat szenvedett a montenegrói és orosz hadak pusztításától, akik sok házat, épületet, több templomot kifosztottak és leromboltak. Az ostromló hadakat a franciák kényszerítették visszavonulásra. A Raguzai Köztársaság bukása után 1806-ban Dalmáciával együtt ez a térség is a köztársaságot legyőző franciák uralma alá került, de Napóleon bukása után 1815-ben a berlini kongresszus Dalmáciával együtt a Habsburgoknak ítélte. 1857-ben 179, 1910-ben 184 lakosa volt. 1918-ban az új szerb-horvát-szlovén állam, majd később Jugoszlávia része lett. A délszláv háború idején 1991 október 24-én a jugoszláv hadsereg és a szerb szabadcsapatok foglalták el a települést, melyet kifosztottak és felégettek. A lakosság a közeli Dubrovnikba menekült és csak 1992 tavaszán térhetett vissza. A háború után rögtön megindult az újjáépítés. 2011-ben 359 lakosa volt, akik főként mezőgazdasággal foglalkoztak. 

## Népesség
| Lakosság változása | Lakosság változása | Lakosság változása | Lakosság változása | Lakosság változása | Lakosság változása | Lakosság változása | Lakosság változása | Lakosság változása | Lakosság változása | Lakosság változása | Lakosság változása | Lakosság változása | Lakosság változása | Lakosság változása | Lakosság változása |
| ------------------ | ------------------ | ------------------ | ------------------ | ------------------ | ------------------ | ------------------ | ------------------ | ------------------ | ------------------ | ------------------ | ------------------ | ------------------ | ------------------ | ------------------ | ------------------ |
| 1857               | 1869               | 1880               | 1890               | 1900               | 1910               | 1921               | 1931               | 1948               | 1953               | 1961               | 1971               | 1981               | 1991               | 2001               | 2011               |
| 179                | 168                | 209                | 235                | 191                | 184                | 228                | 228                | 214                | 208                | 210                | 193                | 213                | 178                | 269                | 359                |

## Nevezetességei
- Szent Nedjelja temploma 1912-ben épült az azonos titulusú, 1362-ben épített templom helyén.

- Buići és Petrača között találhatók a középkori Szent György templom[4] maradványai, ahol 2006-ban egy 11. századból származó glagolita feliratos kőtáblát találtak. A leletet ma a spliti régészeti múzeumban őrzik. A templom körül temető is volt. Itt 28 sírt tártak fel, melyekből a 10. század első feléből származó bizánci ezüst pénzérme, 4 darab 11. – 12. századi bronz bizánci pénzérme és glagolita feliratos tégla töredékek kerültek elő. A falmaradványok között ókori sírkőtöredékeket, kerámia töredékeket, tetőcserepeket, állati csontokat és kagylókat találtak. A leletek megerősítik, hogy itt már az ókorban település állott.